# 親愛なるあなたへ
『親愛なるあなたへ』（しんあいなるあなたへ）は、2021年11月11日に河出書房新社から出版された小説。著者は作曲家のカンザキイオリ。

## あらすじ
小説家を目指す春樹。ミュージシャンを目指す雪。そして、二人を見守る人たち。それぞれの哀しみを背負いながら、高校三年間、寄り添うように生きていく。ところが突如、平穏な日々に悲劇が訪れる。隠蔽、苦悩、決断の果てに待つ衝撃の結末が待ち受ける。

## 登場人物
春樹（はるき）
高校生。小説家。
雪（ゆき）
高校生。
穂香（ほのか）
雪の姉。春樹と元恋人。

## 書誌情報
- 『親愛なるあなたへ』、2021年11月11日、河出書房新社、ISBN：978-4-309-03002-9、著：カンザキイオリ